# 결정 진동자

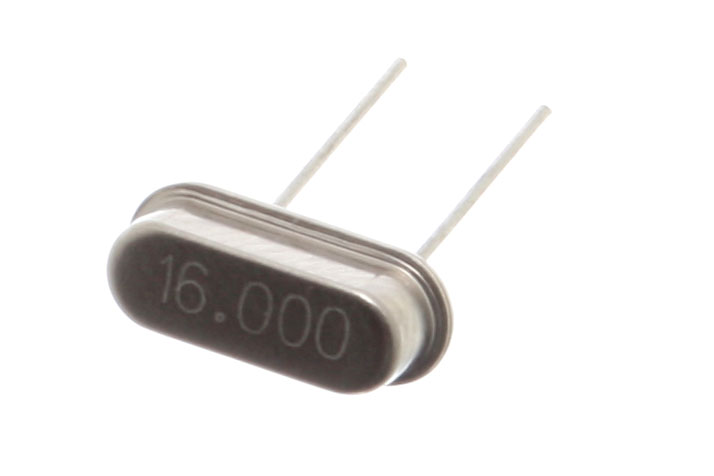
16 MHz 수정 발진기(quartz crystal) HC-49/S 패킷지, 결정 진동자로 발진소자.

압전기 결정 진동자의 회로 기호

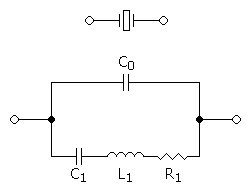
수정발진기 등가모델

결정 진동자(crystal oscillator)는 압전기 물질의 결정이 진동할 때 생기는 기계적인 공명을 이용하는 전기 발진기이며, 정확한 주파수를 만든다.
압전 물질로는 대부분 수정(quartz) 결정체를 사용하기 때문에 수정발진기로 알려져 있으나, 다결정 세라믹(polycrystalline ceramics)를 사용할 수도 있다. 수정발진기는 보통 수십 kHz부터 수십 MHz까지 발진하는 소자를 만든다. 가장 일반적인 사용자 장치로는 시계, 라디오, 컴퓨터, 이동전화기, FM 주파수 변환기 등에 사용한다. 전자 장비 중,  카운터, 신호 발생기, 오실로스코프 등의 실험장비에서도 사용한다.
안정된 시간을 유지하는 클럭 신호를 발진하여 일정한 간격의 진동을 필요로 하는 회로에 적용한다. CPU, 플립플럽 등의 클럭 신호로 입력하여 디지털 회로를 구성하는 중요한 요소이다. 손목 시계의 경우처럼 정확한 시간이 필요한 회로에 사용한다. 무선통신에서 안정된 주파수를 기반으로 하는 무선 전송 및 수신에 신호 처리에 사용한다.
수정 결정을 적당하게 잘라서 전극에 전압을 걸거나 주위에 전기장을 형성하면 결정이 변형된다. 이러한 성질을 압전기라고 한다. 전기장을 없애면 수정이 원래 모양으로 돌아오면서 반대로 전기장을 형성하게 된다. 결과적으로 수정 결정은 코일다발, 축전기, 저항기로 이루어진 회로(RLC 회로)처럼 작동하고, 일정한 공명 진동수를 가지고 공명하게 된다.

## 역사
피에조 전기는 자크 퀴리와 피에르 퀴리가 1880년에 발견했다. 폴 랑제방은 이를 통해서 음파 탐지기에 쓰는 수정 공명자를 최초로 만들었다. 귀통 카디(Guyton Cady)가 1921년 처음으로 수정 진동자를 만들었다.

## 같이 보기
- 클럭 신호